# Erich Hackl
Erich Hackl (Steyr, 26 de mayo de 1954) es un escritor y traductor austríaco.

## Biografía
Erich Hackl pasó su juventud en Steyr, en cuyo instituto estudió. Más tarde realizó estudios de Filología Germánica e Hispánica en las universidades de Salzburgo, Salamanca y Málaga. A partir de 1977 fue lector de lengua alemana y literatura austríaca en la Universidad Complutense de Madrid. Entre 1979 y 1983 fue profesor de español y alemán en Viena. Entre 1981 y hasta 1990 realizó esta labor en el departamento de Románicas de la Universidad de Viena. En 1983 comenzó su carrera como escritor y realizando numerosos viajes a diferentes países de Latinoamérica. Entre los autores traducidos por él, figuran Rodolfo Walsh, Idea Vilariño, Ana María Rodas, Eduardo Galeano, Juan José Saer, Humberto Ak'abal y Rodrigo Rey Rosa. Como editor, Hackl ha publicado varias antologías con textos literarios sobre la Guerra civil española, la sublevación de los obreros austriacos en febrero de 1934 y la situación de los pueblos indígenas de Guatemala. Junto con Hans Landauer ha editado el Diccionario de los voluntarios austriacos en la España republicana 1936-1939 (en castellano 2005, trad. Bettina Linares Pérez). Otro tema recurrente en su obra es la resistencia de los presos españoles en el campo de concentración de Mauthausen.
Erich Hackl es miembro de la Academia de la Lengua y Poesía Alemana y ganador de numerosos premios, entre ellos del Premio Hidalgo, otorgado por la asociación española Presencia Gitana.

## Obras
- Auroras Anlaß. Erzählung, Zürich 1987 (en castellano: Los motivos de Aurora, trad. Jorge A. Pomar Montalvo, La Habana: Arte y Literatura 1991 y Montevideo: Trilce 1996; trad. José Ovejero, Madrid: Hoja de Lata 2020)
- Abschied von Sidonie. Erzählung, Zürich 1989 (en castellano: Adiós a Sidonie, trad. María Esperanza Romero y Richard Gross, Valencia: Pre-Textos 2002 ISBN 978-84-8191-490-0)
- König Wamba, Zürich 1991
- Sara und Simón. Eine endlose Geschichte, Zürich 1995 (en castellano: Sara y Simón. Una historia sin fin, trad. María Esperanza Romero y Richard Gross, Barcelona: Galaxia Gutenberg  1998, ISBN 978-84-8109-163-2)
- In fester Umarmung. Geschichten und Berichte, Zürich 1996
- Entwurf einer Liebe auf den ersten Blick, Zürich 1999 (en castellano: Esbozo de un amor a primera vista, trad. María Esperanza Romero, Barcelona: Laertes 2010 ISBN 978-84-7584-673-6)
- Abschied von Sidonie: Materialien zu einem Buch und seiner Geschichte, Zürich 2000
- Der Träumer Krivanek. Eine Geschichte zu Bildern von Trude Engelsberger, Salzburg 2000
- Die Hochzeit von Auschwitz. Eine Begebenheit, Zürich 2002 (en castellano: La boda en Auschwitz, trad. María Esperanza Romero y Richard Gross, Barcelona: Destino 2005 ISBN 978-84-233-3749-1)
- Anprobieren eines Vaters. Geschichten und Erwägungen, Zürich 2004
- Als ob ein Engel. Erzählung nach dem Leben, Zürich 2007 (en castellano: Como si un ángel, trad. Raquel García Borsani, Cáceres: Periférica 2019 ISBN 978-84-16291-83-0)
- Familie Salzmann. Erzählung aus unserer Mitte, Zürich 2010 (en castellano: El lado vacío del corazón, trad. Richard Gross, Cáceres: Periférica 2016 ISBN 978-84-16291-25-0)
- Con Máximo Eseverri y Laura Malena Kornfeld: Traspasar la tierra de nadie. Desaparecidos austríacos o hijos de austríacos en la memoria de sus familiares y amigos. Buenos Aires 2013, ISBN 978-987-28921-9-7.
- Dieses Buch gehört meiner Mutter, Zürich 2013 (en castellano: Este libro es de mi madre, trad. Pilar Mantilla en colaboración con Manuel Lara, Madrid: Papelesminimos 2017 ISBN 978-84-94645-50-1)
- Drei tränenlose Geschichten, Zürich 2014
- Literatur und Gewissen, Innsbruck 2016
- Am Seil. Erzählung. Zürich 2018 (en castellano: La cuerda invisible, trad. Jorge Seca, Cáceres: Periférica 2022 ISBN 978-84-188838-20-0)
- Im Leben mehr Glück. Reden und Schriften. Zürich 2019
- Rudolf Schönwald: Die Welt war ein Irrenhaus. Meine Lebensgeschichte, nacherzählt von Erich Hackl. Viena 2022

- Datos: Q79041
- Multimedia: Erich Hackl / Q79041